# El amanecer de todo: Una nueva historia de la humanidad
El amanecer de todo: Una nueva historia de la humanidad (en inglés: The Dawn of Everything: A New History of Humanity) es un libro de 2022 del antropólogo y activista David Graeber y el arqueólogo David Wengrow. Fue publicado por primera vez en el Reino Unido el 19 de octubre de 2021 por Allen Lane (una editorial de Penguin Books).
Graeber y Wengrow terminaron el libro en 2020. Su edición norteamericana es de 704 páginas, incluyendo una bibliografía de 63 páginas. El libro fue finalista del Premio Orwell de Escritura Política (2022).
Al describir la diversidad de las primeras sociedades humanas, el libro critica las narrativas ortodoxas del desarrollo lineal de la historia desde el primitivismo hasta la civilización. En cambio, El amanecer de todo: una nueva historia de la humanidad postula que en muchas ocasiones los humanos vivieron en entidades políticas grandes, complejas pero descentralizadas durante milenios.
El amanecer de todo: una nueva historia de la humanidad se ha vendido exitosamente y traducido a más de treinta idiomas. Fue ampliamente reseñado en la prensa y en las principales revistas académicas, así como en ciertos círculos activistas, y se expresaron opiniones divididas en todos estos ámbitos. Tanto los revisores favorables como los críticos señalaron su desafío a los paradigmas existentes en el estudio de la historia humana.

## Resumen
Las concepciones convencionales contemporáneas sobre el progreso de la civilización occidental, tal como las presentan Francis Fukuyama, Jared Diamond, Steven Pinker y Yuval Noah Harari, no están respaldadas por evidencias antropológicas o arqueológicas, sino que se deben más a dogmas y teorías sin prueba alguna, estos heredados del periodo de la Ilustración en el trabajo de autores como Hobbes y Rousseau, los cuales no basaron sus teorías en evidencia empírica. Los autores disputan la visión hobbesiana y rousseauniana sobre el origen del contrato social, afirmando que no existe una única forma original de sociedad humana. Además, argumentan que la transición de la recolección y caza a la agricultura no fue una trampa de la civilización que implica ley punitiva y comportamiento motivado por el lucro, concepto que ingresó al pensamiento europeo en el siglo XVIII a través de relatos de viajeros y relaciones misioneras, para ser ampliamente imitado por los pensadores de la Ilustración. Ilustran este proceso a través del ejemplo histórico del líder del pueblo hurón, Kondiaronk, y su representación en las obras más vendidas del barón Lahontan, que había pasado diez años en las colonias de la llamada "Nueva Francia". Los autores argumentan además que la narrativa estándar de la evolución social, incluido el encuadre de la historia como modos de producción y una progresión de cazadores-recolectores a agricultores y a la civilización comercial, se originó en parte como una forma de silenciar esta crítica indígena y reformular las libertades humanas como rasgos ingenuos o primitivos del desarrollo social.
Los capítulos subsecuentes abordan estas afirmaciones iniciales con evidencia arqueológica y antropológica. Los autores describen comunidades antiguas y modernas que presuntamente abandonaron la vida agrícola sedentaria, emplearon regímenes políticos de acuerdo a la estación del año (alternando entre sistemas autoritarios y comunales) y construyeron infraestructura urbana con programas sociales egalitarios. Se presenta amplia evidencia de la diversidad y complejidad de la vida política entre las sociedades no agrícolas en diferentes continentes, desde Japón hasta las Américas, incluidos casos de arquitectura monumental y el rechazo o prática de la esclavitud a través de un proceso cultural de búsqueda de identidad cultural. Se examina la evidencia arqueológica de los procesos que finalmente condujeron a la adopción y difusión de la agricultura, y concluyen que no hubo una revolución agrícola, sino un proceso de cambio lento, que tardó miles de años en desarrollarse en cada uno de los continentes del mundo y, a veces, terminó en colapso demográfico (por ejemplo, en la Europa prehistórica). Concluyen que la flexibilidad ecológica y la biodiversidad sostenida fueron clave para el establecimiento y la difusión exitosos de la agricultura temprana.
Se explora el tema de la escala en la historia humana, con estudios de casos arqueológicos de China temprana, Mesoamérica, Ucrania, Medio Oriente, el sur de Asia y Egipto. Concluyen que, contrariamente a la historia estándar, la concentración de personas en asentamientos urbanos no condujo mecánicamente a la pérdida de libertades sociales o al surgimiento de élites gobernantes. Si bien reconocen que, en algunos casos, la estratificación social fue una característica definitoria de la vida urbana desde el principio, también documentan casos de ciudades tempranas que presentan poca o ninguna evidencia de jerarquías sociales, que carecen de elementos tales como templos, palacios, instalaciones centrales de almacenamiento o administración escrita, así como ejemplos de ciudades como Teotihuacan, que comenzaron como asentamientos jerárquicos, pero cambiaron de rumbo para seguir trayectorias más igualitarias, proporcionando viviendas de alta calidad para la mayoría de los ciudadanos. También discuten con cierta extensión el caso de Tlaxcala como ejemplo de democracia urbana indígena en las Américas, antes de la llegada de los europeos, y la existencia de instituciones democráticas como los consejos municipales y las asambleas populares en la antigua Mesopotamia.
Sintetizando estos hallazgos, los autores pasan a descubrir los factores subyacentes del sistema político rígido, jerárquico y altamente burocratizado de la civilización contemporánea. Rechazando la categoría de "el Estado" como una realidad transhistórica, en cambio definen tres fuentes básicas de dominación en las sociedades humanas: control sobre la violencia (soberanía), control sobre la información (burocracia) y competencia carismática (política). Exploran la utilidad de este nuevo enfoque comparando ejemplos de sociedades centralizadas tempranas que eluden la definición como estados, como la olmeca y Chavín de Huántar, así como la inca, China en la dinastía Shang, la civilización maya y el antiguo Egipto. A partir de esto, continúan argumentando que estas civilizaciones no fueron precursoras directas de nuestros estados modernos, sino que operaron con principios muy diferentes. Los orígenes de los estados modernos, concluyen, son más superficiales que profundos y se deben más a la violencia colonial que a la evolución social. Volviendo a América del Norte, los autores revisitan la historia de la crítica indígena al modelo europeo y el caso de Kondiaronk, mostrando cómo los valores de libertad y democracia encontrados por los europeos entre los hurones y similares tenían raíces históricas en el rechazo de un sistema anterior de jerarquía, con su foco en el centro urbano de Cahokia en el Mississippi.
Los autores concluyen proponiendo un replanteamiento de las cuestiones centrales de la historia humana. En lugar de los orígenes de la desigualdad, sugieren que nuestro dilema central es la cuestión de cómo las sociedades modernas han perdido las cualidades de flexibilidad y creatividad política que alguna vez fueron más comunes, tal como lo presentan los casos de estudio descritos en el libro con pruebas empíricas. Los autores cuestionan cómo es que aparentemente nos "atascamos" en una sola trayectoria de desarrollo, y cómo la violencia y la dominación se normalizaron dentro de este sistema dominante. Sin ofrecer respuestas definitivas, los autores finalizan el libro sugiriendo líneas de investigación ulteriores. Estos se centran en la pérdida de tres formas básicas de libertad social, que argumentan que alguna vez fueron comunes: la libertad de escapar del entorno y alejarse, la libertad de desobedecer la autoridad arbitraria y la libertad de rediseñar nuestra sociedad de una forma diferente. Destacan la pérdida de la autonomía de las mujeres y la inserción de principios de violencia en las nociones básicas de atención social a nivel de las relaciones domésticas y familiares, como factores cruciales para establecer sistemas políticos más rígidos.
El libro termina sugiriendo que las narrativas del desarrollo en las que la civilización occidental se autodenomina como el punto más alto de logro hasta la fecha en una progresión lineal son en gran parte mitos, y que las posibilidades de emancipación social se pueden encontrar en una comprensión más precisa de historia humana, basada en evidencia científica que ha salido a la luz recién en las últimas décadas, con la ayuda del campo de la antropología y la arqueología.

## Recibimiento
El libro entró en la lista de los más vendidos del New York Times en el segundo lugar durante la semana del 28 de noviembre de 2021, mientras que su traducción al alemán ingresó en la lista de los más vendidos de Der Spiegel en el primer lugar. Fue nombrado Libro de Historia del Año del Sunday Times, Observer y la BBC. El libro fue preseleccionado para el Premio Orwell de Escritura Política. El historiador David Edgerton, quien presidió el panel de jueces, elogió el libro y dijo que "genuinamente es una nueva historia de la humanidad" y una "celebración de la libertad y la posibilidad humana, basada en un nuevo examen de la historia, abriendo el pasado para crear nuevos futuros posible."  Escribiendo para The Hindu, G. Sampath señaló que dos hilos recorren el libro: "la consolidación de un cuerpo de evidencia arqueológica y una historia de ideas". Inspirado por "el redescubrimiento de un pasado desconocido", pregunta, "¿puede la humanidad imaginar un futuro que sea más digno de sí mismo?" 
Gideon Lewis-Kraus dijo en The New Yorker que el libro "aspira a ampliar nuestra imaginación política revitalizando las posibilidades del pasado lejano". En The Atlantic, William Deresiewicz describió el libro como "brillante" e "inspirador", afirmando que "revierte las suposiciones fundamentales sobre 30.000 años de cambio". El antropólogo Giulio Ongaro afirmó en Jacobin and Tribune que "Graeber y Wengrow le hacen a la historia humana lo que [ Galileo y Darwin ] le hicieron a la astronomía y la biología respectivamente". En Bookforum, Michael Robbins calificó el libro de "enloquecedor" y "maravilloso". La historiadora de la ciencia Emily Kern, escribiendo en Boston Review, calificó el libro de "erudito" y "divertido", y sugirió que "una vez que comienzas a pensar como Graeber y Wengrow, es difícil detenerse". Andrew Anthony en The Observer dijo que los autores reemplazan de manera persuasiva "la idea de que la humanidad se ve obligada a avanzar a través de etapas evolutivas con una imagen de comunidades prehistóricas que toman sus propias decisiones conscientes sobre cómo vivir".
El historiador David Priestland opina que Peter Kropotkin había abordado con más fuerza el tipo de cuestiones que debería abordar un caso persuasivo del anarquismo moderno, pero elogió la "desmitificación de mitos" histórica de los autores y la calificó como "una lectura estimulante". El filósofo Kwame Anthony Appiah argumentó en The New York Review of Books que existe una "discordancia entre lo que dice el libro y lo que dicen sus fuentes", al tiempo que afirma que el libro, que está "repleto de minucias arqueológicas y etnográficas, es un libro extrañamente lectura apasionante". Posteriormente, NYRB publicó un intercambio extenso entre Wengrow y Appiah bajo el título "Las raíces de la desigualdad" en el que Wengrow amplió el uso de fuentes arqueológicas en la obra, mientras que Appiah concluyó que "el argumento de Graeber y Wengrow contra el determinismo histórico, contra la atractiva noción de que lo que sucedió tenía que haber sucedido, es en sí misma inmensamente valiosa". Otra filósofa, Helen De Cruz, escribió que el libro es "un valioso ejercicio de genealogía filosófica al desenterrar los orígenes de nuestra disfunción política y social", pero también criticó el libro por descuidar una variedad de otras metodologías posibles.
El historiador Brad Bolman y la arqueóloga Hannah Moots sugieren en Chicago Review que lo que hace que el libro sea tan importante es "su intento de hacer accesible una amplia gama de evidencia antropológica y arqueológica reciente, leerla contra la corriente y sintetizar esos hallazgos en una historia novedosa sobre lo que sucedió exactamente en nuestro largo pasado", haciendo comparaciones con el trabajo de V. Gordon Childe. En una reseña para American Antiquity, la arqueóloga Jennifer Birch calificó el libro como "un éxito rotundo", mientras que la arqueóloga y antropóloga Rosemary Joyce, en una reseña de American Anthropologist, escribió que el libro logra proporcionar "pensamientos provocativos sobre cuestiones importantes de la historia humana" y una "demostración convincente de nuevos marcos de comparación antropológica".
El arqueólogo Mike Pitts, que reseña para British Archaeology, describió el libro como "glorioso" y sugirió que su creación por parte de un antropólogo y un arqueólogo "le da al libro una profundidad y un rigor que rara vez se ven en el género". En una reseña para Scientific American, John Horgan describió el libro en inglés como "una investigación académica densa de 692 páginas sobre los orígenes de la civilización y una visión estimulante de la posibilidad humana" 
En Anthropology Today, Arjun Appadurai criticó al libro de "desviarse para evitar una serie de contraejemplos y contraargumentos", al tiempo que describió la "fábula" del libro como "convincente". David Wengrow respondió en el mismo número. Anthropology Today publicó más tarde una carta al editor, en la que el ecologista político Jens Friis Lund escribe: "Appadurai nunca explica exactamente dónde y cómo se equivocan Graeber y Wengrow" a pesar de clamar que se equivocan, calificando la obra de "esfuerzo empírico monumental" y "ejemplo de compromiso interdisciplinario". En una edición posterior, Anthropology Today publicó una reseña completa del antropólogo social Luiz Costa, quien sugirió que contiene "una variedad de ejemplos de sociedades que se basan en sus propias experiencias pasadas, o las de los pueblos vecinos, para dar forma a formas de vida futuras, no en un sentido voluntarista, sino dentro de patrones sociales específicos, considerando eventos históricos". Costa comparó El amanecer de todo con las obras clásicas de Claude Lévi-Strauss en cuanto a su alcance e importancia. Otro antropólogo , Thomas Hylland Eriksen, llamó al libro un "banquete intelectual" 
El historiador David A. Bell, respondiendo únicamente a los argumentos de Graeber y Wengrow sobre los orígenes indígenas del pensamiento de la Ilustración y Jean-Jacques Rousseau, acusó a los autores de acercarse "peligrosamente a la mala práctica académica" sin dar nada específico para rebatir el contenido del libro. El historiador y filósofo Justin EH Smith sugirió que "a Graeber y Wengrow se les debe dar crédito por ayudar a volver a legitimar este componente necesario de la antropología histórica, que para bien o para mal nace de la historia de las misiones y de los inicios del comercio global moderno".
El antropólogo Durba Chattaraj afirmó que el libro incluye "elisiones, deslices y saltos demasiado exagerados" cuando se refiere a la arqueología de la India, pero afirmó que sus autores son "eruditos extremadamente rigurosos y meticulosos", y que leer el libro de la India "expande nuestros mundos y nos permite salir de un predicamento poscolonial particular". El antropólogo Matthew Porges, escribiendo en The Los Angeles Review of Books, sugirió que el libro es "provocador, si no necesariamente completo", y que su "gran valor es que proporciona un punto de partida mucho mejor para futuras exploraciones de lo que realmente estaba sucediendo en el pasado". El antropólogo Richard Handler afirmó que las notas finales del libro "a menudo revelan que una interpretación particularmente sorprendente de la evidencia arqueológica depende de una o dos fuentes tomadas de una gran cantidad de literatura", al tiempo que afirma que las historias contadas "son historias que necesitamos y queremos escuchar".
Escribiendo para el New York Journal of Books, otro antropólogo, James H. McDonald, sugirió que El Amanecer de Todo "bien podría llegar a ser el libro más importante de la década, porque explota mitos profundamente arraigados sobre la inevitabilidad de nuestras vidas sociales dominado por el Estado". El antropólogo James Suzman en Literary Review afirmó que la obra no "se relaciona con la vasta literatura histórica y académica sobre los cazadores-recolectores africanos recientes... a pequeña escala", pero también sostuvo que el libro es "constantemente estimulante" en "obligándonos a reexaminar algunas de las acogedoras suposiciones sobre nuestro pasado profundo". Escribiendo para Black Perspectives, Kevin Suemnicht señaló que el libro desarrolla ideas propuestas por Orlando Patterson para dar cuenta de la pérdida de las libertades humanas, y argumentó que el libro confirma las "posiciones fanonianas dentro de la tradición radical negra de que este orden mundial es inherentemente anti-negro". En Antigüedad, la arqueóloga Rachael Kiddey sugirió que el libro surgió de "conversaciones lúdicas entre dos amigos eminentemente calificadas" y también que contribuye a "revisiones feministas del desarrollo del conocimiento".
En Cliodynamics, varios autores elogiaron el libro y también hicieron críticas. Gary M. Feinman acusó a Graeber y Wengrow de usar "ejemplos seleccionados y presentados selectivamente". Otro arqueólogo Michael E. Smith criticó el libro por "problemas de evidencia y argumentación". Ian Morris afirmó que algunos de los argumentos del libro "se basan más en la retórica que en el método", pero lo elogió como "un trabajo de investigación cuidadosa y tremenda originalidad". El historiador Walter Scheidel criticó el libro por su falta de "perspectivas materialistas", pero también lo calificó de "oportuno y estimulante".
La recepción del libro entre la izquierda política fue polarizadora. Varios críticos sugirieron que el libro fue escrito desde una perspectiva anarquista. Sébastien Doubinsky calificó el libro como "un trabajo importante, tanto como un resumen de los descubrimientos recientes en los campos de la arqueología y la antropología como una revelación sobre las estructuras de las narrativas dominantes", como lo señala la línea de pensamiento de Antonio Gramsci. En Cosmonaut Magazine, Nicolás Villarreal describió el libro como "una serie de intervenciones brillantes" mientras criticaba a los autores por no apreciar que la ideología y la política son "la fuente de nuestra profunda falta de libertad". CJ Sheu dijo que el libro es "simplemente una obra maestra"  mientras que Peter Isackson en Fair Observer describió el libro como "nada menos que una invitación convincente para replantear y repensar radicalmente nuestra comprensión compartida de la historia y la prehistoria de la humanidad". Eliza Delay, que escribe para Resilience, llamó al libro "una revelación" y una "revisión radical de cómo nos vemos a nosotros mismos". El activista socialista y antropólogo Chris Knight afirmó que el "mensaje central" del libro rechazaba el comunismo primitivo de Engels y calificó El amanecer de todo como "incoherente y equivocado" por comenzar "demasiado tarde" y "evitar sistemáticamente el florecimiento cultural". que comenzó en África decenas de miles de años antes de que el Homo sapiens llegara a Europa".  Sin embargo, en una reseña más larga, Knight enfatizó que "un punto importante" del libro era "su defensa de la oscilación política".
Los reseñadores de Ecologist expresaron la opinión de que los autores "no logran comprometerse con el enorme cuerpo de nuevos estudios sobre la evolución humana" y, al mismo tiempo, calificaron el libro como un "aullante viento de aire fresco". En la reseña de The Rumpus, Beau Lee Gambold llama al libro "a la vez denso, divertido, minucioso, alegre, descaradamente inteligente e infinitamente legible". El historiador Ryne Clos afirmó que la obra se basa en parte en "una interpretación engañosa y exagerada de la evidencia histórica", pero que también es "increíblemente informativo". El historiador Dominic Alexander, que escribe para Counterfire, cuestionó la evidencia utilizada en el libro y caracterizó su rechazo del "hábito de pensamiento teleológico" como un "enfoque profundamente debilitante" del cambio político. El anarquista de mercado Charles Johnson señaló las "lecturas idiosincrásicas de las fuentes" del libro. En The Nation, el historiador Daniel Immerwahr caracterizó el libro como "menos una biografía de la especie que un álbum de recortes, lleno de relatos de diferentes sociedades que hacen cosas diferentes", al tiempo que elogió su negativa a "descartar a los pueblos de hace mucho tiempo como corchos flotando en las olas". de la prehistoria. En cambio, los trata como pensadores políticos reflexivos de quienes podemos aprender algo".
Escribiendo para Artforum, Simon Wu calificó al libro como una "reescritura vigorizante de la historia humana". Bryan Appleyard en su reseña para The Sunday Times lo calificó de "rápido y potencialmente revolucionario". En una reseña para Science, Erle Ellis escribió "un gran libro que estimulará las discusiones, cambiará las mentalidades e impulsará nuevas líneas de investigación".